# Wikipédia en albanais
Wikipédia en albanais (en albanais : Wikipedia Shqip) est l’édition de Wikipédia en albanais, langue indo-européenne parlée en Albanie et au Kosovo. L'édition est lancée le 12 octobre 2003. Son code est : sq.
Au 21 mars 2025, l'édition en albanais contient 101 920 articles et compte 170 552 contributeurs, dont 296 contributeurs actifs et 10 administrateurs.

## Présentation

Répartition géographique des dialectes de l'albanais.

## Statistiques
- En mars 2012, l'édition en albanais compte quelque 41 000 articles.
- Le 20 septembre 2022, elle contient 86 294 articles et compte 144 642 contributeurs, dont 207 contributeurs actifs et 11 administrateurs.
- Le 15 août 2024, elle contient 98 679 articles et compte 164 984 contributeurs, dont 241 contributeurs actifs et 10 administrateurs.